# Ника (восстание)
Восстание «Ника» (бунт «Ника»; греч. Στάση του Νίκα, дословно — «Побеждай!» — лозунг восставших) — крупнейшее восстание в истории Константинополя и Византии, произошедшее в правление императора Юстиниана I в 532 году. 
Восстание было вызвано налоговым гнётом, произволом чиновников, притеснением монофизитов, что не устраивало многие слои населения и заставило партии ипподрома объединиться и выступить против правительства. В результате восстания Константинополь был существенно разрушен, а при его подавлении было убито более 30 тысяч человек.

## Предпосылки
Византинист А. А. Васильев выделял три основных группы оппозиции:
1. Династическая. После правления императора Анастасия императором стал дядя Юстиниана Юстин I, в то время как у Анастасия остались племянники, желавшие низложить Юстиниана.
2. Общественная. Недовольство высшим чиновничеством, в особенности — юристом Трибонианом и префектом претория Иоанном Каппадокийским, их нарушением законов, вымогательствами и жестокостью.
3. Религиозная. В начале правления Юстиниана монофизиты стали испытывать притеснения.

## Ход событий

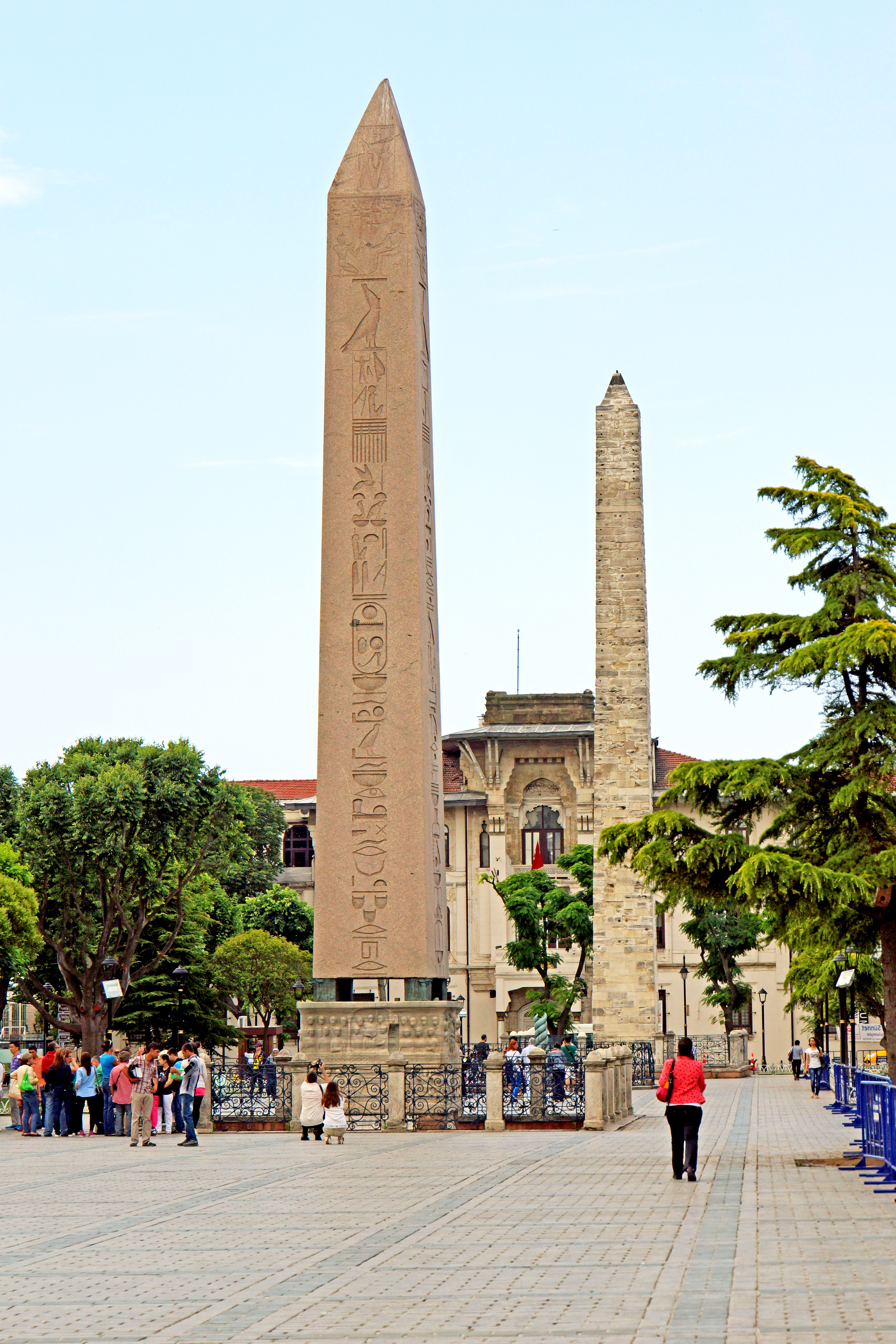
Современный вид на центральную часть ипподрома

Восстание началось 13 января 532 года на Императорском ипподроме, во время проведения гонки колесниц.
Болельщики зрелищ (гладиаторских боёв, а затем, с введением христианства (и запрета боёв императором Гонорием) — цирковых представлений и скачек) как старой Римской, так и в Восточной империях делились на несколько группировок по цветам, в частности, колесниц, за которые болели и которые ими содержались: белые, зелёные, красные, синие (соответствовали стихиям: воздуху, земле, огню и воде). На протяжении нескольких веков самыми крупными и влиятельными были две основные партии — «голубые» (венеты) и «зелёные» (прасины), причём в правление Юстиниана руководство партии венетов состояло из крупных землевладельцев и сенаторской аристократии, а руководство партии прасинов — из богатых купцов и промышленников. Эти партии были разделены и по религиозному вопросу: венеты являлись христианами, поддерживавшими решения Халкидонского собора, прасины были монофизитами.
Юстиниан и его жена императрица Феодора благоволили венетам. Согласно Тайной истории Прокопия Кессарийского, Феодора в детстве, после смерти своего отца — смотрителя зверинца в цирке — была отвергнута прасинами, и семье дали кров и работу венеты.
11 января прасины, обращаясь к императору Юстиниану, находившемуся в своей ложе на ипподроме, выдвинули обвинения против спафария Калоподия в злоупотреблении им служебными полномочиями. После этого началась перепалка. Вечером зачинщики возмущения были арестованы. Трое арестованных были приговорены к смертной казни. Во время повешения один умер сразу, а двое дважды срывались с виселицы, причем один из них был прасин, а другой — венет. Толпа народа увидев, что осужденные живы, стала кричать, чтобы по древнему обычаю им предоставили убежище в храме и затем помиловали. После этого монахи монастыря святого Конона забрали сорвавшихся с виселицы и укрыли в церкви Святого Лаврентия, обладавшей правом церковного убежища.
13 января на ипподроме вновь проводились конные ристалища. Во время ристаний обе партии обратились к императору с просьбой о помиловании осужденных, но ответа не получили. Тогда прасины и венеты открыто декларировали свой союз и начался бунт. Лозунгом восстания был избран клич «Ника!», то есть «Побеждай!».
В Константинополе начались уличные бои; восставшие сжигали налоговые списки, захватили тюрьму и выпустили на свободу заключённых. В пожарах погибли многие дворцы и храмы. В результате город был в значительной степени разрушен; преторий, здание Сената, термы Зевксиппа, собор Святой Софии, церковь Святой Ирины и другие постройки были сожжены. Бунтовщики собирались штурмовать Большой дворец.
14 января прасины и венеты потребовали отставки наиболее ненавистных народу министров — префекта претория Иоанна Каппадокийского, квестора Трибониана и эпарха города Евдемона. Хотя это требование было удовлетворено, оно не удовлетворило восставший народ. Восстание разгоралось с новой силой и открыто приняло антиправительственный характер: народ стал добиваться свержения самого Юстиниана. Восставшие без сожаления убивали всех сторонников императора.
Сенатская оппозиция выдвинула нового императора — Гипатия, племянника императора Анастасия, который был торжественно коронован. По словам современников, настал критический момент и «сама империя, казалось, находилась на краю гибели».

## Подавление восстания
Во дворце началась паника. Юстиниан уже рассматривал план побега, но его жена императрица Феодора заявила, что лучше смерть, чем изгнание: «Порфира — лучший саван». Значительный вклад в подавление бунта внёс армянский полководец Нарсес: именно он сумел подкупить и завербовать на сторону императора большинство сенаторов. Таким образом, восстание лишилось большинства своих предводителей. Нарсес сумел убедить сенаторов в том, что восстание подготовили простолюдины, и после тайной встречи с ним сенаторы начали скандировать Justiniane Auguste, tu vincas (с лат. — «Юстиниан Август, ты побеждаешь»).
18 января малочисленные правительственные войска, возглавляемые полководцами Юстиниана — Велизарием и Мундом, — внезапно напали на собравшихся на ипподроме для коронации Гипатия бунтовщиков и учинили резню, во время которой на ипподроме и в его окрестностях погибло около 35 тысяч человек. Пытавшихся бежать с ипподрома уничтожили отряды, возглавляемые Нарсесом.

Карта Ипподрома и его окрестностей

## Итоги
Гипатий и его брат Помпей были арестованы и на следующий день казнены. Трупы были выставлены на всеобщее обозрение, вдове Гипатия разрешили захоронить супруга, останки Помпея выбросили в море. Ссылке и конфискации имущества подверглись ряд патрициев, в том числе родственники императора Анастасия и Гипатия (позже Юстиниан признает часть из них невиновными, возвратит из ссылки и передаст часть прежнего имущества). Подавление восстания ещё больше укрепило власть Юстиниана, и до этих событий имевшую неограниченный характер.
Трибониан и Иоанн Каппадокийский на короткое время оказались в опале. Вскоре первый принял участие в обработке дигестов, и в 533 году стал магистром оффиций (квесторство было возвращено ему раньше). Второй через два года снова стал префектом претория, его способности понадобились для отстройки столицы (в ходе которой на месте базилики Святой Софии был возведён одноимённый храм) и финансирования вандальской войны.

## В литературе
- В. Иванов. Русь изначальная (роман) (1966)
- Дэвид Дрейк, Эрик Флинт. В сердце тьмы (фантастический роман). — М.: АСТ; Ермак, 2004. — ISBN 5-17-018229-5, 5-9577-0078-9
- Михаил Казовский. Топот бронзового коня (исторический роман).
- Гай Гэвриел Кей. Сарантийская мозаика (фантастический роман).

## В кинематографе
- Русь изначальная (фильм) (СССР, 1985)
- Феодора (фильм) (Италия, Франция, 1954)